# Río Doamnei
El río Doamnei es un curso de agua de la cuenca hidrográfica del Danubio, afluente del Argeș. Discurre por el distrito rumano de Argeș.

## Toponimia
El nombre del río puede encontrarse mencionado con las variantes Doamna y Doamnei.

## Descripción
Nace en los montes Cárpatos. Tras formarse a partir de varios manantiales, continúa su camino por las cercanías de lugares como Nucșoara, Corbi, Poenărei, Corbisori, Stănești, Domnești, Pietroșani, Bădești, Retevoești, Leicești, Coșești, Dârmănești, Piscani y Mărăcineni. Termina desembocando en el río Argeș junto a Pitești, en el norte de la ciudad. Uno de sus afluentes es el río Târgului.